# Praia fluvial de Aldeia Ruiva
A praia fluvial de Aldeia Ruiva fica situada nas margens da ribeira da Isna, a cerca de 8 km da vila de Proença-a-Nova, distrito de Castelo Branco, próximo do IC8.
A praia foi classificada com o galardão de "Praia Acessível, Praia para Todos", atribuído pelo Instituto da Água.

## Infraestruturas da praia
- WC, com chuveiros e balneários
- Bar com esplanada, restaurante
- Zona de merendas
- Praia Vigiada
- Primeiros Socorros
- Parque Infantil
- Fonte
- Piscina infantil
- Relvado
- Campo de Jogos
- Zona de estacionamento

## Acessos
Seguir no IC8, sair na saída de Isna de São Carlos e seguir placas para Aldeia Ruiva. A partir de Proença-a-Nova, pode-se seguir pela EN 241.